# Scobee (månkrater)
Scobee är en nedslagskrater på månens baksida. Scobee har fått sitt namn efter den amerikanska astronauten Dick Scobee.
Kratern hette tidigare Barringer L.